# Mangelia dunkeri
Mangelia dunkeri é uma espécie de gastrópode do gênero Mangelia, pertencente a família Mangeliidae.